# Marmylaris truncatipennis
Marmylaris truncatipennis là một loài bọ cánh cứng trong họ Cerambycidae.